# Embalse de Cuevas del Almanzora
El pantano de Cuevas del Almanzora está situado en la provincia de Almería (Andalucía, España) y está alimentado por las aguas del río Almanzora, que desciende de Sierra de Los Filabres. Su nombre se debe a que se encuentra en el término municipal de Cuevas del Almanzora.
Debido a la escasez de lluvias en los últimos años el pantano se ha encontrado técnicamente 'muerto', por lo que en la actualidad recibe 50 hm³ anuales del Trasvase Negratín-Almanzora y 15 hm³ anuales del Trasvase Tajo-Segura. También llega a sus inmediaciones de las desaladoras de Cuevas del Almanzora y Carboneras. Todos estos aportes de agua llegan directamente la planta potabilizadora que se encuentra junto al embalse, desde donde se distribuye el agua a las localidades del Levante Almeriense de: Bédar, Carboneras, Los Gallardos, Garrucha, Mojácar, Turre, Vera, Albox, Cuevas del Almanzora y Huércal-Overa.

## Historia
El embalse fue construido en el año 1986 sobre el río Almanzora para abastecer a las poblaciones mencionadas del Levante Almeriense, llegando a unos 120.000 habitantes, para el regadío de unas 4.500 hectáreas, producción de electricidad y defensa contra avenidas. En el aliviadero de la presa tiene pintado el indalo, símbolo de Almería.
Aparte del regadío y abastecimiento, en invierno suele ser lugar de pesca. 
En 1999 se autorizó la transferencia desde el embalse del Negratín al embalse del Almanzora. La conexión o trasvase Negratín - Almanzora, entró en servicio en 2004. Consiste en una conducción de 120 km, siete balsas de regulación y dos minicentrales hidroeléctricas.
El embalse fue usado para las pruebas de remo y piragüismo de los XV Juegos Mediterráneos celebrados en Almería en 2005.

## Fauna
Entre su fauna destacan distintos tipos de aves como cormoranes, garzas reales y comunes y ánades.